# Humaitá (Juiz de Fora)
Humaitá de Minas é um distrito do município brasileiro de Juiz de Fora, em Minas Gerais. Situado a sudoeste da sede municipal, possui área de 5,5 km. Humaitá possui cerca de 600 residências dentro de seu perímetro rural com população estimada em 1129 habitantes. 
O distrito de Humaitá de Minas é um dos distritos de Juiz de Fora, localizado na Zona da Mata Mineira, em Minas Gerais. Este distrito possui características que combinam a tranquilidade da área rural com a proximidade da cidade, tornando-se uma região de interesse, especialmente para moradores que buscam um estilo de vida mais calmo. 

### Informações Gerais
1. Localização e Acessos:
  - Situado ao norte da área urbana de Juiz de Fora, Humaitá de Minas é acessível por rodovias locais, conectando-o ao município e outras regiões da Zona da Mata.
  - Próximo ao distrito de Rosário de Minas e outras localidades rurais.
2. Características do Distrito:
  - É predominantemente rural, com atividades agrícolas e pecuárias como principais fontes econômicas.
  - Possui belas paisagens naturais, com montanhas, rios e áreas verdes, sendo um destino atrativo para quem gosta de natureza e tranquilidade.
3. Economia e Agricultura:
  - Agricultura familiar e pequenas propriedades rurais são marcantes.
  - Destaca-se na produção de leite, café, e cultivo de hortaliças.
  - Recentemente, tem atraído o interesse de investidores em turismo rural e ecoturismo.
4. População:
  - Pequena e composta majoritariamente por famílias tradicionais da região.
  - Os dados demográficos variam, mas o distrito apresenta uma população dispersa devido à sua extensão rural.
5. Infraestrutura:
  - O distrito conta com serviços básicos como escola, posto de saúde e comércio local.
  - No entanto, muitos moradores dependem da infraestrutura urbana de Juiz de Fora para serviços mais especializados.
6. Cultura e Tradições:
  - Eventos religiosos e festas locais fazem parte da vida cultural de Humaitá de Minas.
  - O distrito valoriza tradições mineiras, como festas juninas e celebrações comunitárias.
7. Turismo Potencial:
  1. Trilhas, cachoeiras e um ambiente propício para atividades ao ar livre tornam a região um ponto com potencial para o turismo ecológico.
  2. Visitantes buscam a região para descansar e desfrutar do clima rural.
  3. A Igreja Santa Maria Eterna é um dos patrimônios religiosos e culturais mais importantes do distrito de Humaitá de Minas, em Juiz de Fora. Ela desempenha um papel central na vida comunitária local, tanto como ponto de encontro para celebrações religiosas quanto como marco histórico e cultural.

### Informações sobre a Igreja Santa Maria Eterna
1. Localização:
  - Situada no centro do distrito, a igreja é um ponto de referência para moradores e visitantes.
  - Sua posição estratégica permite uma bela vista dos arredores rurais de Humaitá de Minas.
2. História:
  - A igreja foi construída por iniciativa da comunidade local e reflete a forte religiosidade e união dos moradores.
  - Sua arquitetura e traços históricos remetem às tradições das igrejas rurais de Minas Gerais.
3. Arquitetura:
  - A construção segue o estilo colonial simples, comum em áreas rurais mineiras, com destaque para sua fachada modesta e uma torre sineira.
  - O interior possui detalhes decorativos tradicionais, incluindo imagens sacras e altares que expressam a devoção católica
4. Atividades Religiosas:
  - É palco de missas regulares, celebrações litúrgicas e eventos religiosos importantes, como festas de padroeiros, procissões e novenas.
  - A festa em homenagem a Santa Maria Eterna, padroeira da igreja, é uma das principais comemorações do distrito, atraindo fiéis de várias localidades próximas.
5. Importância Cultural:
  - Além de sua relevância espiritual, a igreja é um símbolo de preservação da identidade local e da memória coletiva da comunidade.
  - Eventos e encontros realizados na igreja ajudam a fortalecer os laços entre os moradores.
6. Turismo Religioso:
  - A igreja atrai visitantes interessados em conhecer a simplicidade e a beleza das tradições religiosas mineiras.
  - O entorno, com sua paisagem bucólica, complementa a experiência, tornando a visita uma oportunidade de contato com a fé e a natureza.